# Сегал, Таня
Таня Сегал — первая женщина-раввин в Польше, представительница реформистского иудаизма. С 2009 года раввин общины реформистского иудаизма Бейт-Краков. Режиссер Еврейского театра в Кракове.

## Биография
Родилась в Москве. 
Закончила ГИТИС (режиссерское отделение на кафедре Музыкального театра). 
Работала актрисой-вокалисткой в КЕМТе (Камерном Еврейском музыкальном театре), вокалисткой в коллективе Вадима Мулермана Росконцерт и в ансамбле Кукуруза (музыка кантри). 
В 1990 году эмигрировала в Израиль. Закончила Тель-Авивский университет. 
В 1999 году направлена эмиссаром в Ригу, где преподавала в еврейской школе имени Дубнова. 
С 2000 по 2007 году училась в Израиле и США на раввина в HUC — Hebrew Union College. 
С 2007 года работала в Варшаве в качестве второго раввина, а в 2009 году, переехав в Краков, создала реформистскую общину Бейт Краков, а также профессиональный Еврейский театр в Кракове — Teatr Midraszowy.
Не замужем, имеет сына.